# Pseudaria debilis
Pseudaria debilis är en fjärilsart som beskrevs av Otto Staudinger 1899. Pseudaria debilis ingår i släktet Pseudaria och familjen mätare. Inga underarter finns listade i Catalogue of Life.